# Villeneuvois, Diège et Lot (cộng đồng)
 Cộng đồng các xã Villeneuvois, Diège et Lot  là một cộng đồng các xã của Pháp, tọa lạc ở tỉnh l'Aveyron.

## Phân chia đơn vị hành chính
Cộng đồng này bao gồm 12 xã:
- Ambeyrac
- La Capelle-Balaguier
- Foissac
- Montsalès
- Naussac
- Ols-et-Rinhodes
- Saint-Igest
- Saint-Rémy
- Sainte-Croix
- Salles-Courbatiès
- Saujac
- Villeneuve